# 2460 Mitlincoln
2460 Mitlincoln eller 1980 TX4 är en asteroid i huvudbältet som upptäcktes den 1 oktober 1980 av de båda amerikanska astronomerna Laurence G. Taff och Dave E. Beatty i Socorro, New Mexico. Den är uppkallad efter MIT Lincoln Laboratory.
Asteroiden har en diameter på ungefär 9 kilometer.